# La Solera (la Torre de l'Espanyol)
La Solera és una obra de la Torre de l'Espanyol (Ribera d'Ebre) inclosa a l'Inventari del Patrimoni Arquitectònic de Catalunya.

## Descripció
Emplaçat al centre històric de la població, al carrer de la Costa.
Edifici entre mitgeres de planta rectangular amb tres crugies. Consta de planta baixa, dos pisos i golfes, i la coberta és a dues vessants que fan el desaiguat a les façanes principal i posterior. El frontis es troba definit per tres eixos simètrics d'obertures de pedra carejada amb ampit motllurat. El portal és d'arc escarser de pedra carejada amb la inscripció a la clau "JOSEPH SENTIS ANY 1788" dins d'una orla. L'acabat exterior de l'edifici és arrebossat i pintat de color blanc, amb els angles cantoners de carreus vistos.